# Ahuatepec (Guerrero)
Ahuatepec es una localidad del estado mexicano de Guerrero. Es parte del municipio de Tlapa de Comonfort.

## Toponimia
El nombre «Ahuatepec» proviene de los términos en náhuatl: ahuatl, encino; tepetl, cerro. Su significado es «Cerro de los encinos».

## Demografía
| Gráfica de evolución demográfica |
|                                  |

| Censo | Población |
| ----- | --------- |
| 1950  | 545       |
| 1960  | 693       |
| 1970  | 788       |
| 1980  | 968       |
| 1990  | 953       |
| 2000  | 1 056     |
| 2010  | 1 337     |
| 2020  | 1 254     |